# Черняковское кладбище

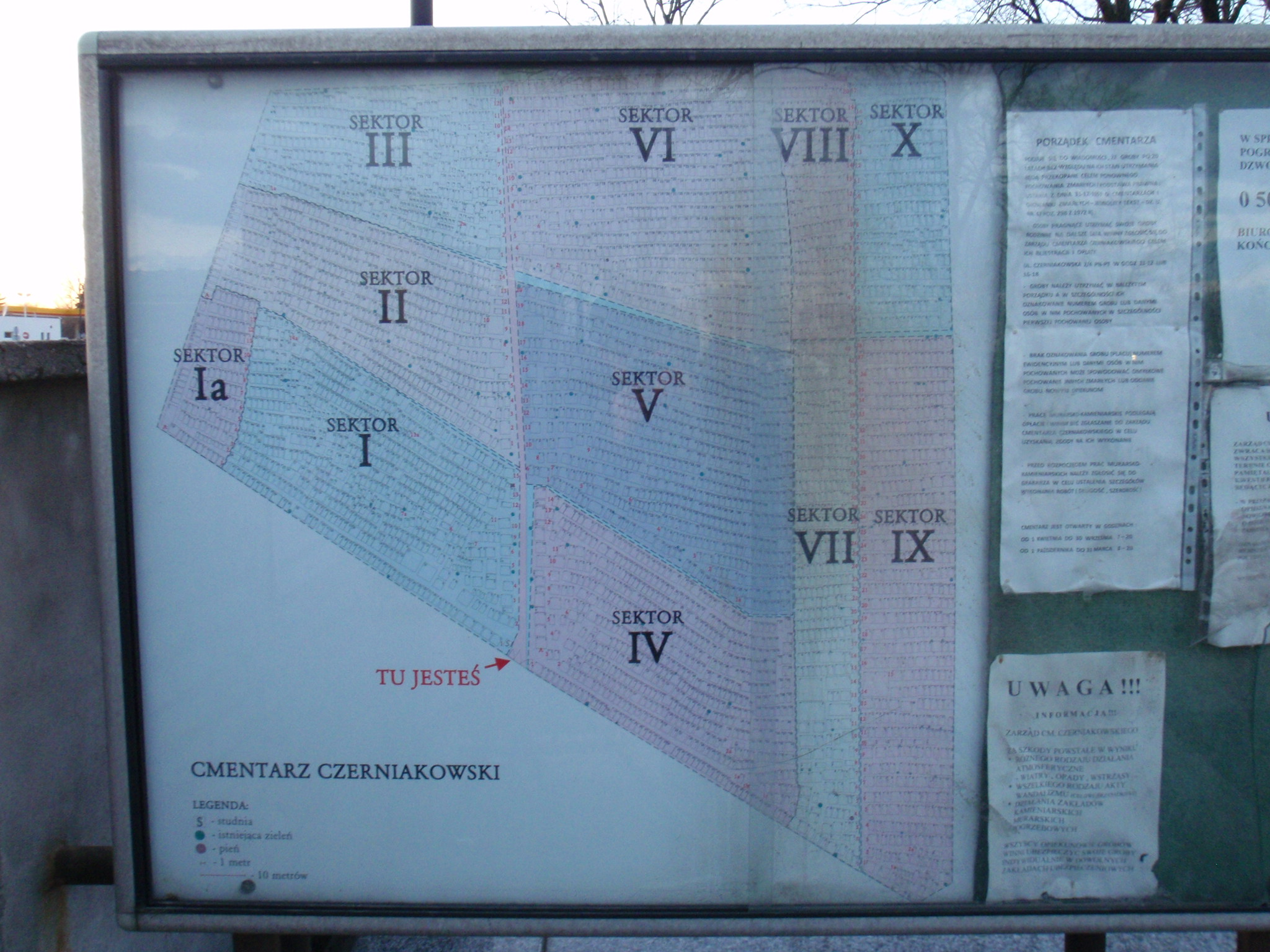
Карта некрополя

Черняковское кладбище (пол. Cmentarz Czerniakowski) — католическое кладбище, находящееся в Варшаве на улице Повсиньской 44/46. Некрополь принадлежит католическому приходу святого Бонифация.
Некрополь был основан в 1906 году супругами Юзефом и Юзефой Вардецкими. 11 августа 1907 года кладбище было освящено вспомогательным епископом варшавской архиепархии Казимежем Рушкевичем. Позднее в благодарность основателям некрополя на центральной аллее справа от входа было установлено каменное распятие с упоминанием об освящении и имён благотворителей. Первоначально площадь некрополя составляла 6 моргов (3,3 гектаров). В связи с увеличением количества погребений кладбище расширялось в 1916, 1945 и 1951 годах.
В 1927 году была построена выделяющаяся часовня-мавзолей семьи Станислава Хмеляжа. На кладбище находится братская могила шестидесяти бойцов батальона Оазис, которые участвовали в Варшавском восстании 1944 года.
В настоящее время ограждённый каменным низким забором некрополь находится между улицами Повсиньской, святого Бонифация и Чижевской.

## Известные личности, похороненные на кладбище
- Славомир Архангельский (1985—2013) — басист польской рок-группы «Hate»;
- Барея, Станислав (1929—1987) — польский режиссёр;
- Гвиждж, Феликс (1885—1952) — польский поэт;